# Riesachsee
Riesachsee är en sjö i Österrike.   Den ligger i förbundslandet Steiermark, i den centrala delen av landet, 220 km sydväst om huvudstaden Wien. Riesachsee ligger 1 584 meter över havet.
Trakten runt Riesachsee består i huvudsak av gräsmarker. Runt Riesachsee är det ganska glesbefolkat, med 21 invånare per kvadratkilometer.